# St. Marxmen
St. Marxmen je kompilační album hip-hopového hardcore dua M.O.P.. Album obsahuje dříve nezveřejněné písně.

## Track list
1. "Flip Intro" – 1:07
2. "Pain" – 3:56
3. "Big Boy Game" – 2:44
4. "It's Hard to Tell" (featuring Foxx and Inf) – 3:29
5. "Suicide" (featuring Teflon) – 3:26
6. "Hip Hop Cops" (featuring Wyclef Jean) – 4:59
7. "Pop Shots" (remix) (featuring ODB) – 3:42
8. "Classical Skit" – 0:15
9. "Put It in the Air" (featuring Jay-Z) – 4:03
10. "Skit" – 0:09
11. "Muddy Waters" – 4:16
12. "Party Like a Rock Star" – 3:59
13. "Instigator" – 5:21
14. "Take a Minute" – 3:00
15. "G Boy Stance" – 4:15
16. "The Wedding" (Skit) – 4:32
17. "Second Thoughts" [bonus track] – 4:11